# Loughton (métro de Londres)
Loughton (en anglais : Loughton tube station, ou Loughton Underground station) est une station de la ligne Central du métro de Londres, en zone 5 Travelcard. Elle est située  sur les Old Station Road et Roding Road à Loughton, district d'Epping Forest dans le comté de l'Essex, hors des limites du Grand Londres.

## Histoire
La station Loughton, est mise en service le 22 août 1856 par l'Eastern Counties Railway (en).
La station d'origine est reconstruite et ouvre le 28 avril 1940. Elle est intégrée au réseau du Métro de Londres, le 14 décembre 1947.

## Services aux voyageurs

### Desserte

Installations et desserte
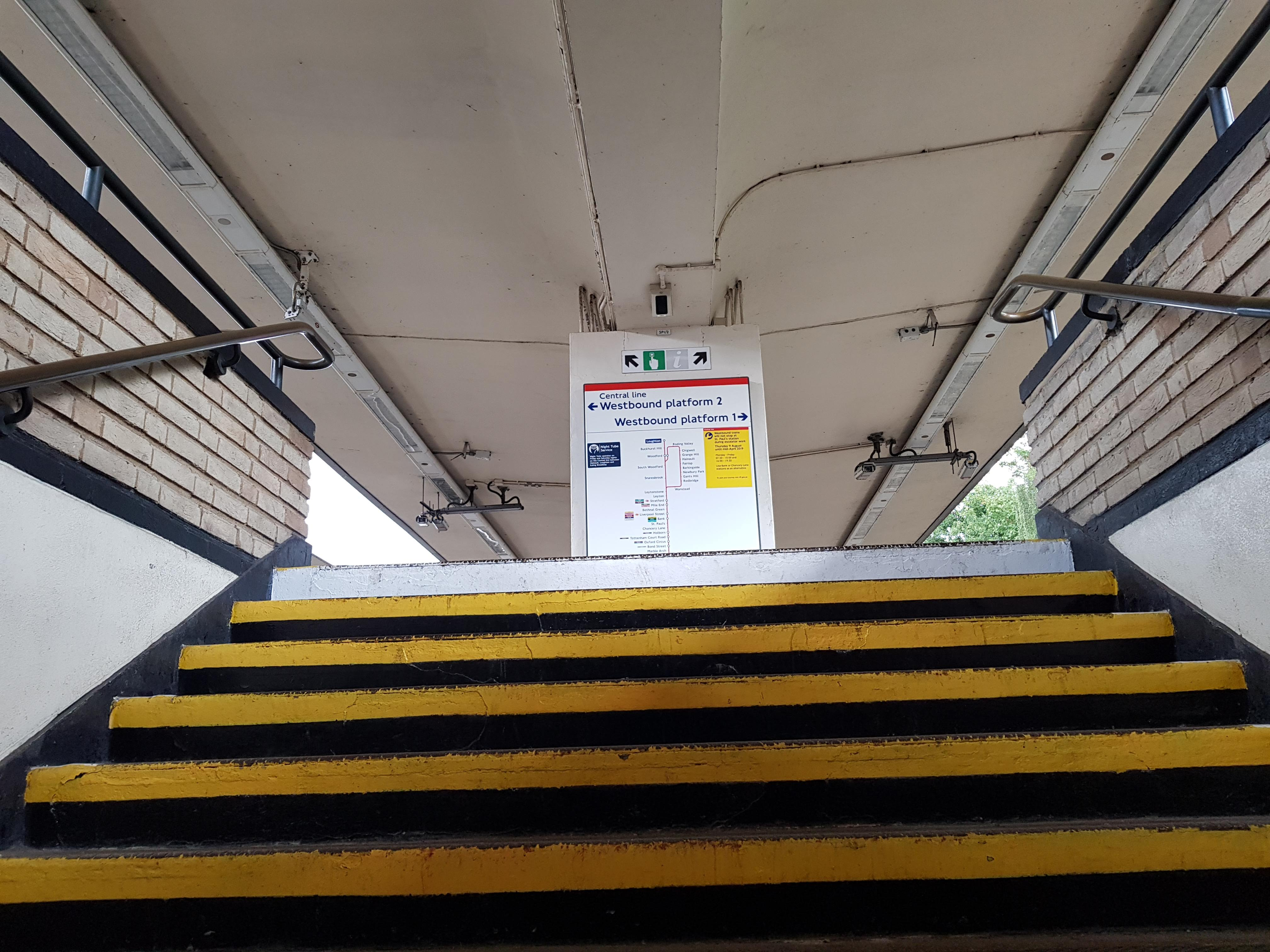
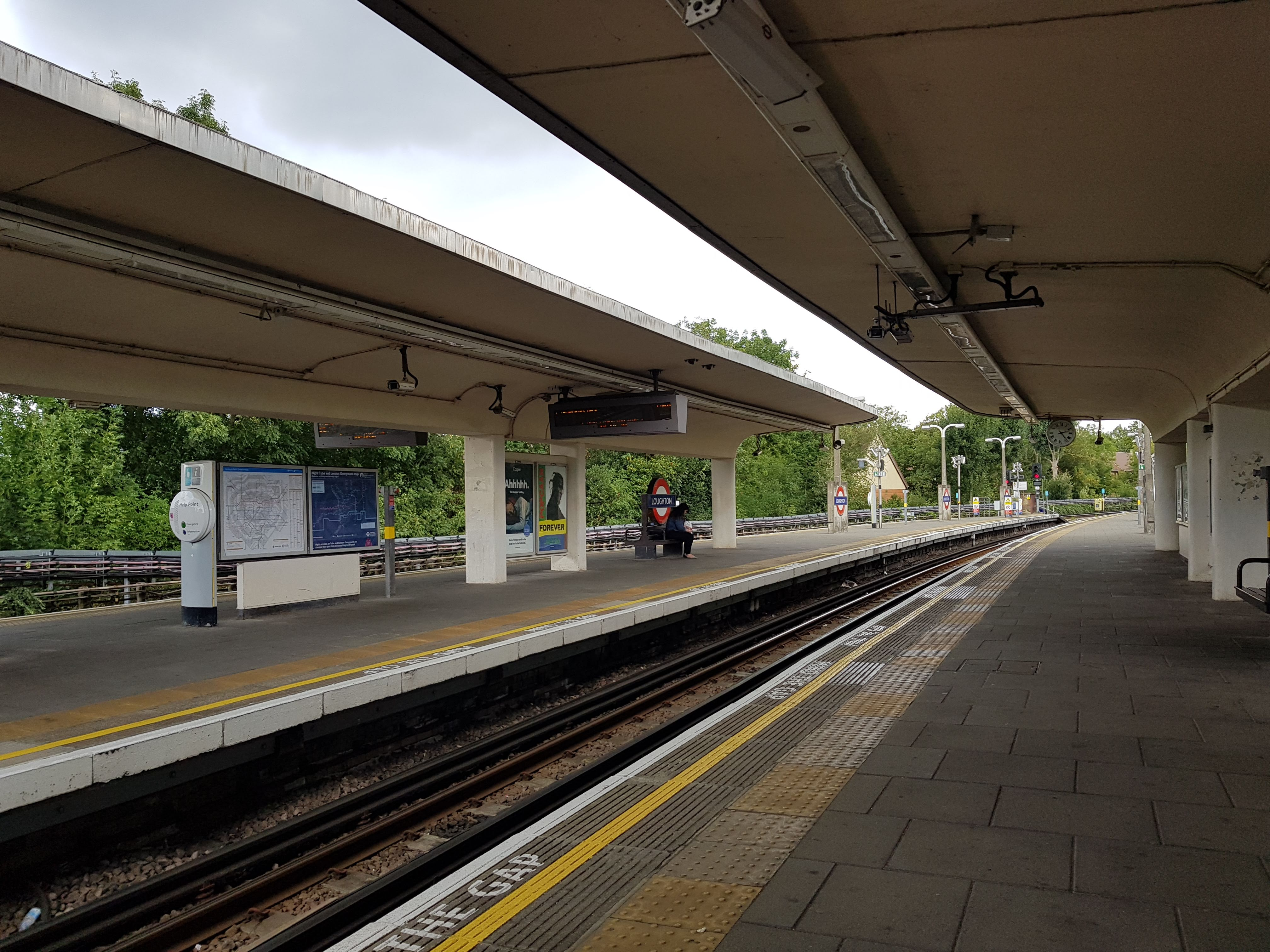
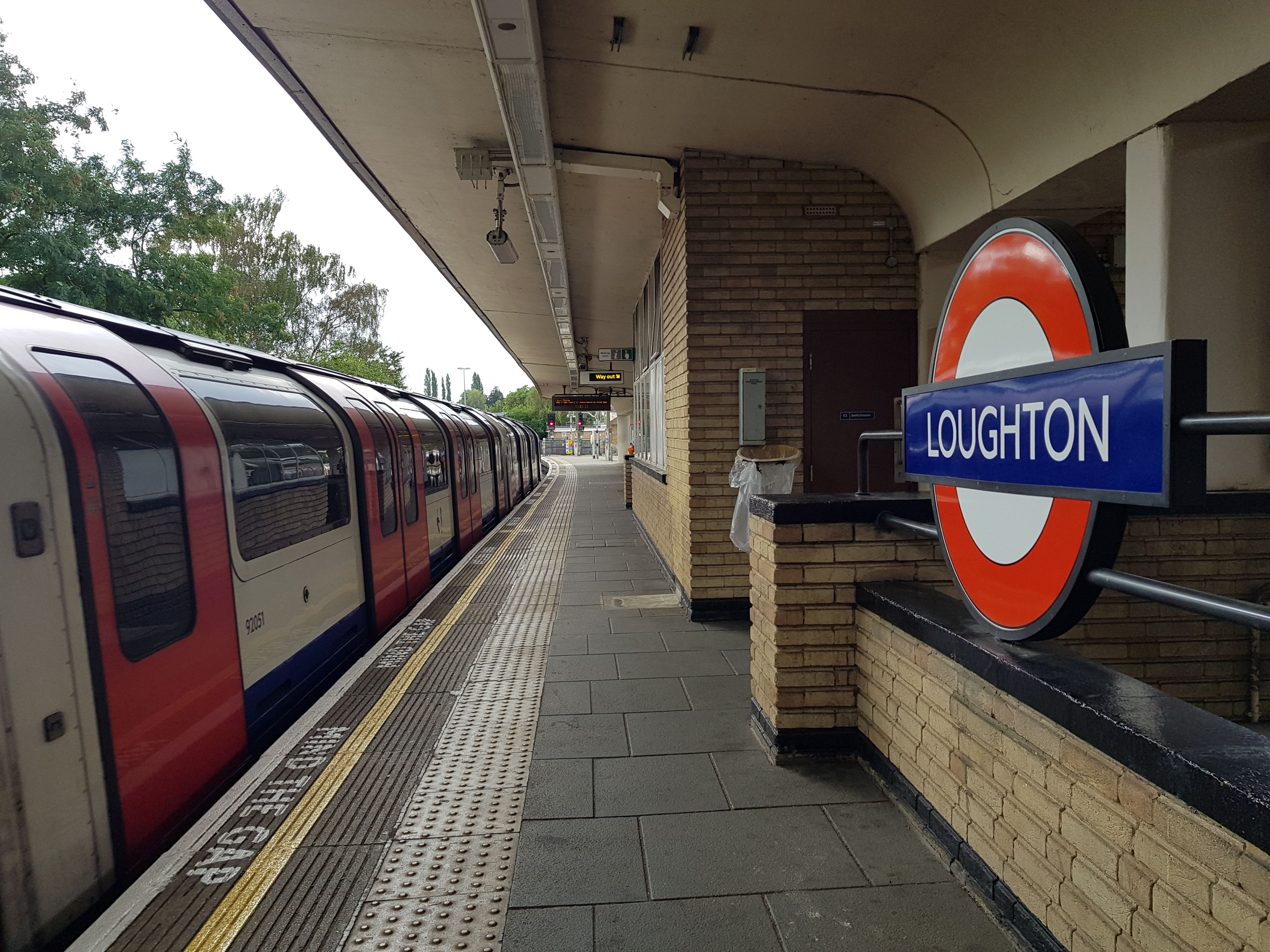

## À proximité
- Loughton